# Cocktails
Cocktails – dziewiąty album amerykańskiego rapera Too Shorta. Ukazał się w sprzedaży 24 stycznia 1995 roku.
Płyta osiągnęła status platynowej. Na albumie gościnnie wystąpił znany raper Tupac.

## Lista utworów
| #  | Title /Producer                         |
| -- | --------------------------------------- |
| 1  | „Ain't Nothing Like Pimpin'”            |
| 2  | „Cocktales”                             |
| 3  | „Can I Get a Bitch" /Ant Banks          |
| 4  | „Coming up Short" /Pee Wee              |
| 5  | „Thangs Change" /Spearhead X, Too Short |
| 6  | „Paystyle”                              |
| 7  | „Giving Up the Funk" /Ant Banks         |
| 8  | „Top Down” /Ant Banks                   |
| 9  | „We Do This” featuring MC Breed & 2Pac  |
| 10 | „Game” featuring (Old School Freddy B)  |
| 11 | „Sample the Funk”                       |
| 12 | „Don't Fuck for Free" /B Turner         |